# Badminton Engeland
Badminton Engeland (lokaal: Badminton England) is de nationale badmintonbond van Engeland.
De huidige president van de Engelse bond is Diana Troke. Anno 2015 telde de bond 45.805 leden, verdeeld over 1.847 badmintonclubs. De bond is sinds 1967 aangesloten bij de Europese Bond, en een van de oprichters.